# Payaguá

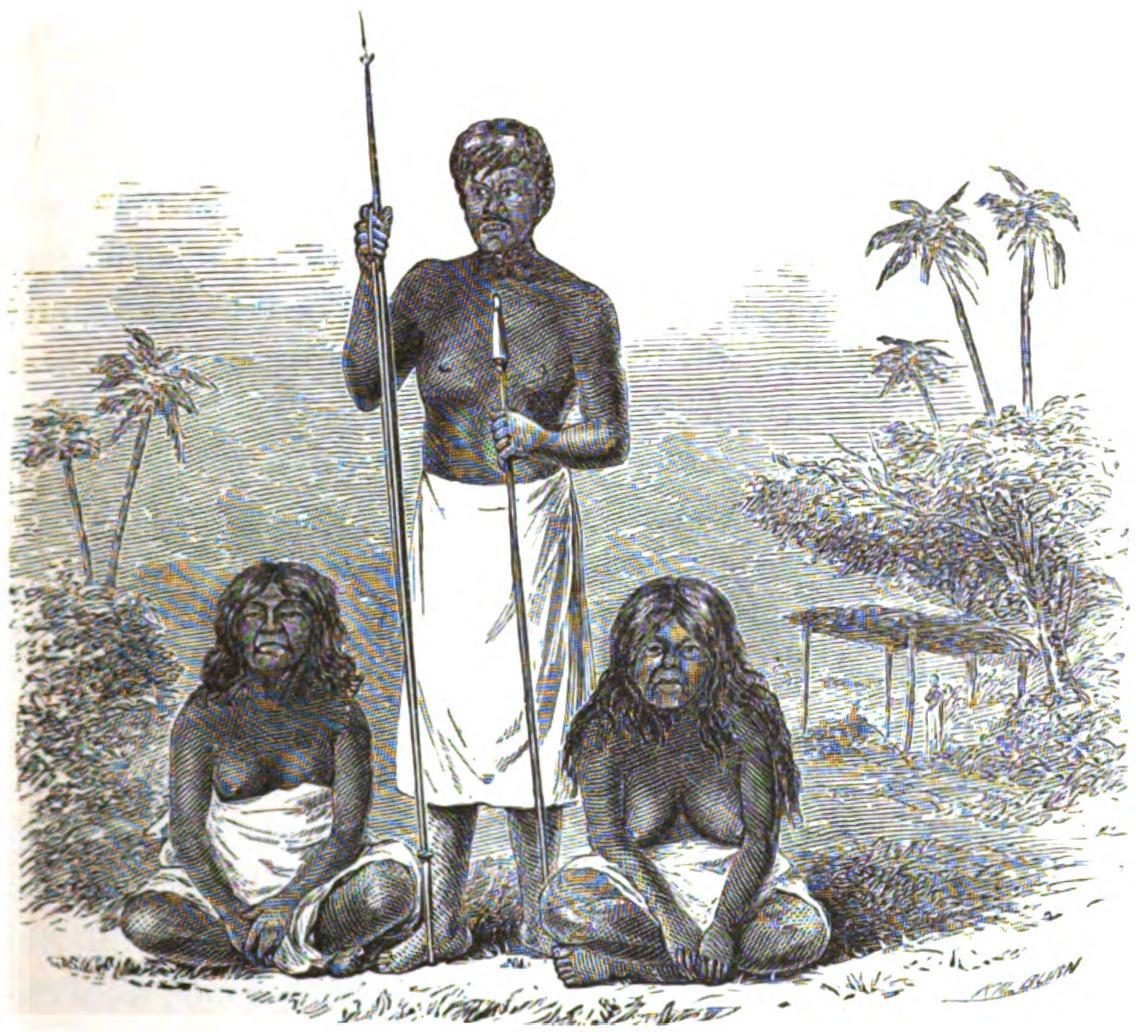
Le dernier des Payaguas.

Les Payaguás sont un peuple amérindien aujourd'hui disparu qui vivaient dans le Chaco Boréal au Paraguay. Ils étaient de la famille des guaycurús et habitaient à l'époque coloniale le long du río Paraguay, depuis le grand Pantanal du Mato Grosso do Sul au Brésil et en Bolivie, jusqu'à la province du Chaco en Argentine.

## Ethnographie
Leur langue faisait partie de la famille linguistique mataco-guaycurú. Elle a été cataloguée comme langue guaycurú, mais certains estiment qu'elle faisait partie de la sous-famille mataco-mataguaya.

## Histoire

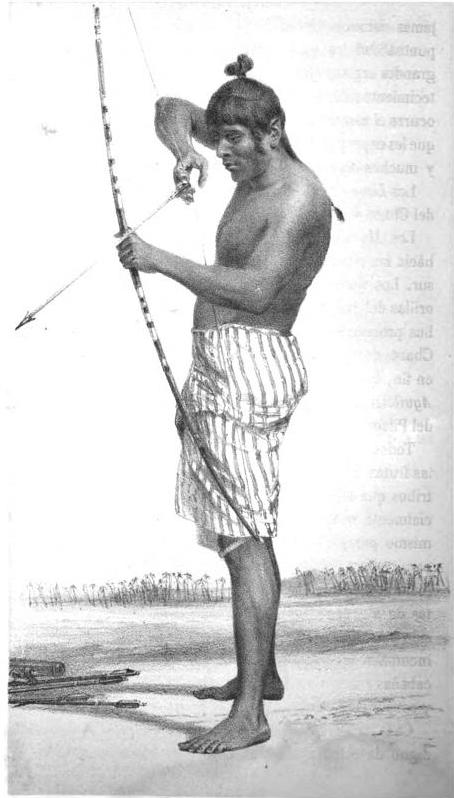
Chef des Indiens Payaguás.

C'étaient des chasseurs nomades et des pêcheurs qui, grâce à leurs canoës, dominaient le río Paraguay et attaquaient, pour dérober leurs récoltes, les Guaranís qui habitaient à l'est de la rivière. Ils prirent contact avec Juan de Ayolas, qui avait fondé sur leur territoire le port de Candelaria, le 2 février 1537. Mais l'année suivante ce dernier fut tué par les Payaguás, au retour d'une expédition dans le Chaco. 
À partir de la fondation de la ville d'Asuncion, capitale actuelle du Paraguay, ils attaquèrent également les Espagnols, et devinrent les pirates du río Paraguay.
À partir de 1719, les Sarigués, Cadigués, Kadigués ou Kadigés, qui formaient le rameau septentrional des Payaguás, s'étant alliés à d'autres tribus guaycurú, commencèrent à attaquer les Portugais du Mato Grosso, chassant les habitants de la région du 
grand Pantanal. Le butin obtenu, ainsi que les esclaves capturés étaient vendus à Asuncion. En 1730, ils attaquèrent la flotte de Lanhas Peixoto qui transportait vers São Paulo le quint (impôt) du roi, lequel provenait des mines d'or de Cuiabá. Ensuite ils le vendirent à Asuncion.
Le groupe méridional des Payaguás appelé Tacumbús fut contenu vers 1750 par le gouverneur espagnol Rafael de la Moneda, qui établit une chaîne de forts le long du río Paraguay, et finirent par faire la paix avec les Espagnols. Ils s'installèrent alors dans les environs d'Asuncion, ville qui s'enrichissait du commerce des esclaves que capturaient les 
Payaguás. Ultérieurement, vers 1770, les Cadigués s'unirent à eux, étant donné qu'ils ne parvenaient plus à attaquer victorieusement les Portugais à cause des forts que ces derniers avaient également établi sur le río Paraguay.
Ils utilisaient les îles du Paraguay pour enterrer leurs morts.

## Étymologie
Le nom de Paraguay paraît provenir du guaraní Payaguá-y (rivière des Payaguás).